# Департамент иммиграции Гонконга
Департамент иммиграции Гонконга (кит. трад. 入境事務處, англ. Immigration Department) несёт ответственность за миграции населения и КПП в Гонконге. После состоявшегося в июле 1997 года обретения Китайской Народной Республикой суверенитета над Гонконгом его иммиграционная система осталась практически неизменной по сравнению с её предшественницей — британской моделью. 
Жители континентального Китая автоматически не имеют право на проживание в Гонконге, а также не могут въехать на территорию свободно, как до, так и после 1997 года. Существуют различные правила, которые применяются к жителям Макао, другого специального административного района Китая. Кроме того, безвизовый въезд в Гонконг для иностранцев из около 170 стран остаётся неизменными как до, так и после 1997 года.
Хотя жители Гонконга китайского происхождения определяются как граждане Китайской Народной Республики, как это предусмотрено в основном законе Гонконга, Департамент иммиграции Гонконга самостоятельно несёт ответственность за выдачу карт гонконгского удостоверения личности и паспортов жителей Гонконга и отличается от паспортов жителей континентального Китая.